# تروي ويستوود
تروي ويستوود هو لاعب كرة قدم ولاعب كرة قدم كندية كندي، ولد في 21 مارس 1967 في Gilbert Plains ‏ في كندا. لعب مع وينيبيغ بلو بومرز ‏.